# Bonifiche Ferraresi
Bonifiche Ferraresi è una società per azioni che è stata quotata all'MTA della Borsa di Milano dal 1947 al 2017, quando è stata revocata in seguito al successo dell'OPAS lanciata da B.F. S.p.A. (già B.F. Holding S.p.A.) che dal 23 giugno 2017 è quotata alla Borsa Italiana.

## Storia
Bonifiche Ferraresi venne costituita in Inghilterra nel 1871 col nome di Ferrarese Land Reclamation Company Limited e aveva come oggetto sociale la "bonifica di laghi, nell'acquisto di paludi e terreni nelle vicinanze di Ferrara e in altre località del Regno d'Italia e nella costruzione o la compera di canali, corsi d'acqua, lavori d'irrigazione, moli, scali, ferrovie, strade, fabbricati e macchine locomotive".
Un regio decreto del gennaio 1872 abilitò la società ad operare nel Regno d'Italia ed assunse il nome di Società per la bonifica dei terreni ferraresi.
L'operazione di bonifica incontrò grandi difficoltà tecniche e le idrovore, fatte venire anche dall'Olanda, si dimostrarono inefficienti, anche nella contermine bonifica di San Giorgio. In conseguenza la società nel 1882 deliberò la propria liquidazione, ma, superato il momento di crisi dal 1898 tornò pienamente operativa. Oltre alle bonifiche in provincia di Ferrara, operò in provincia di Arezzo, di Brindisi e di Lecce. La superficie posseduta arrivò ai 16.000 ettari, che per effetto di alienazioni decrebbero fino a 6.500.
Nel periodo 1918-1929 la società riprese l'attività di bonifica e le proprietà aziendali tornarono ingenti, giungendo a 25.000 ettari.
La crisi mondiale del 1929 creò una situazione di nuovo molto pesante fino alla richiesta del concordato preventivo avanzata nel 1930. Secondo lo schema anche di altri salvataggi degli incagli bancari l'Istituto di liquidazione, poi IRI trasformò i propri crediti concordatari, acquisiti dalle banche finanziatrici, in azioni. Nell'operazione partecipò anche la Banca d'Italia che si era accollata crediti in sofferenza del sistema bancario, diventando la maggiore azionista nel 1942. Lo è stata sino al giugno 2014 quando Bonifiche Ferraresi è stata acquisita per il 78,3% (valore di circa 178 milioni) da B.F. Holding (ridenominata nel 2017 B.F.), una società veicolo costituita da investitori privati, con la leadership di Federico Vecchioni, ex presidente di Confagricoltura, nel ruolo di amministratore delegato, e con lo scopo di creare un polo agroindustriale europeo di eccellenza. Partono quindi una serie di aumenti di capitale per 260 milioni, con il risultato che il principale socio risulta la Fondazione Cariplo con il 35,7%, poi il gruppo farmaceutico del milanese Sergio Dompé con il 17,9%. Carlo De Benedetti ha il 14,7%, con quote inferiori sono presenti Fondazione Cassa di Risparmio di Lucca con il 7,1%, il gruppo autostradale Gavio, la famiglia piemontese Mondino, il gruppo Cremonini, l'imprenditrice Ornella Randi Federspiel. Presenti anche Cdp Equity e tre casse previdenziali: l'Enpia degli agricoltori, l'Enpam dei medici e l'Inarcassa degli ingegneri e architetti.
Nel febbraio 2017 la società, che in seguito alla Riforma agraria e agli espropri fatti dall'Ente colonizzazione del Delta Padano si era vista ridurre la superficie posseduta a poco più di 5.000 ettari  acquisisce l'azienda (un migliaio di ettari) di proprietà di Bonifiche Sarde, in liquidazione da dieci anni, situato nei comuni di Arborea, Marrubiu e Terralba (Oristano) per 9,5 milioni di euro. Diventando, con complessivi 6500 ettari coltivati, il primo proprietario terriero in Italia. Oltre il 70% dei terreni di proprietà si trovano a Jolanda di Savoia (Ferrara), cui si sommano circa 300 ettari a Mirabello (Ferrara), 1350 ettari nella provincia di Arezzo, mille ettari ad Arborea (Oristano). I dipendenti sono 40 fissi e 120 stagionali. I terreni sono destinati a coltivazioni di riso, mais, grano duro e tenero, orzo, barbabietole da zucchero, erba medica, girasole, soia, orticole piante officinali e frutta.
Nel 2017 rileva anche Sis (Società italiana sementi) e dà vita a Leopoldine, società creata dopo la scissione del patrimonio immobiliare dalla controllata B.F. Dal 14 novembre 2017, al termine dell'OPAS (prevedeva due alternative: un corrispettivo unitario pari a 10 azioni di BF Holding di nuova emissione e pagamento in denaro pari a 1,05 euro, oppure 9,5 azioni BF Holding  con il pagamento di 2,25 euro) e
la conseguente revoca della sua quotazione in Borsa, B.F. è l'azionista unico. Nel 2018 il bilancio consolidato raggiunge i 78,6 milioni, l'Ebitda è di 4,8 milioni, scende l'utile mentre l'indebitamento finanziario sale a 65 milioni.
Bonifiche Ferraresi inizia una collaborazione sempre  più stretta con Consorzi agrari d'Italia, espressione della rete dei rinati consorzi agrari.